# U Zlatého Tygra
U Zlatého Tygra (pol. Pod Złotym Tygrysem) – piwiarnia na Starym Mieście w Pradze przy ul. Husowej 17.
Cechuje ją egalitarna atmosfera. Bywalcami tego lokalu były takie postacie jak Bohumil Hrabal, Václav Havel czy Bill Clinton. W lokalu serwowane jest piwo Pilsner Urquell.

## Galeria

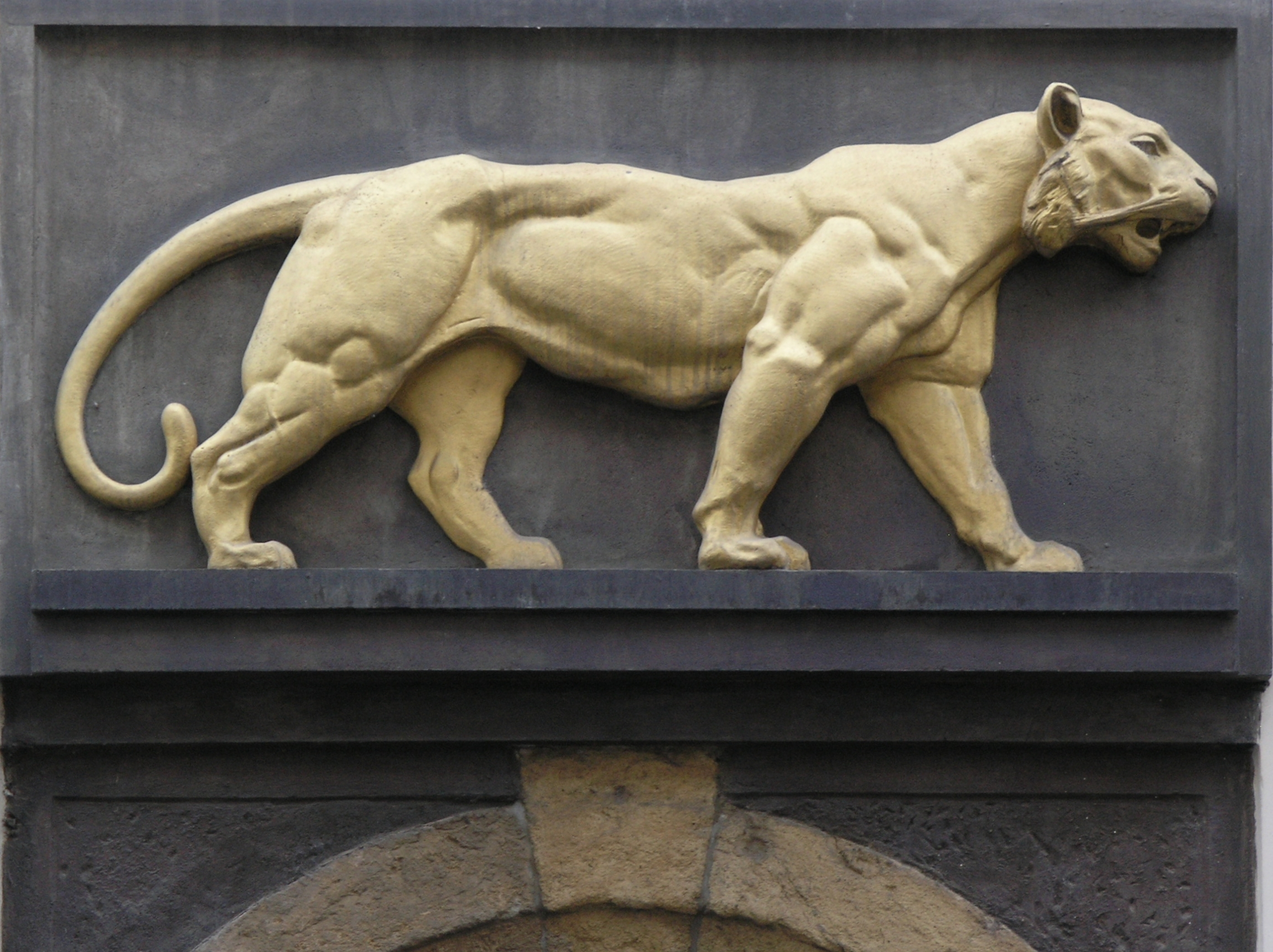
Płaskorzeźba tygrysa
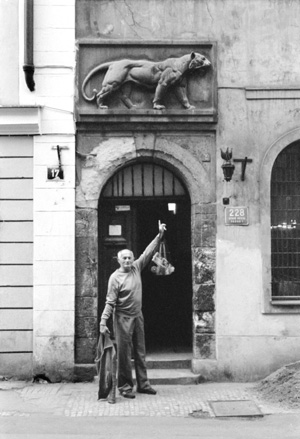
Bohumil Hrabal
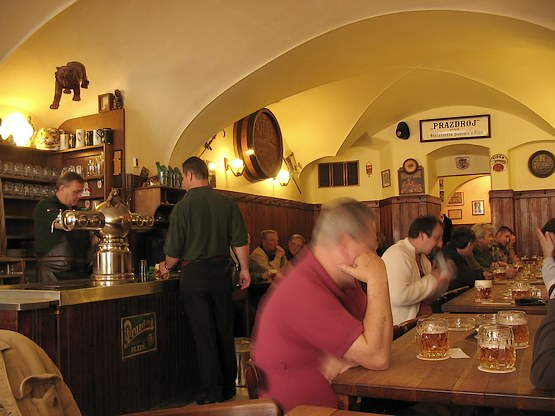
Wnętrze gospody